# BNXT League 2023-24
La BNXT League 2023-24 fue la tercera temporada de la BNXT League, la principal liga de baloncesto profesional de Bélgica y Holanda. El campeón fue el equipo belga del Oostende, que lograba su primer título.

### Equipos 2023-2024 y localización
El 16 de mayo de 2023, el equipo belga del Kortrijk Spurs obtuvo una licencia para jugar la liga, pasando de 10 a 11 los equipos belgas. Por otro lado, en junio de 2023, tras la temporada 2022-23, el Apollo Amsterdam se vio obligado a retirarse de la Liga BNXT porque no pudo conseguir el presupuesto necesario para participar. La organización BNXT exigía un presupuesto mínimo de 350.000€ que Apollo no pudo sumar con sus patrocinios.
Nota: Equipos en orden alfabético.
| Club                | Sede             | Pabellón                      | Capacidad    | Fundado      | Títulos nacionales |
| Países Bajos        | Países Bajos     | Países Bajos                  | Países Bajos | Países Bajos | Países Bajos       |
| ------------------- | ---------------- | ----------------------------- | ------------ | ------------ | ------------------ |
| Aris Leeuwarden     | Leeuwarden       | Kalverdijkje                  | 1700         | 2004         | –                  |
| BAL                 | Weert            | Sporthal Boshoven             | 1000         | 2013         | –                  |
| Den Helder Suns     | Den Helder       | Sporthal Sportlaan            | 1000         | 2016         | –                  |
| Donar               | Groningen        | MartiniPlaza                  | 4350         | 1951         | 7                  |
| Feyenoord           | Rotterdam        | Topsportcentrum Rotterdam     | 2500         | 1954         | –                  |
| Heroes Den Bosch    | 's-Hertogenbosch | Maaspoort                     | 2800         | 1952         | 16                 |
| Landstede Hammers   | Zwolle           | Landstede Sportcentrum        | 1200         | 1995         | 1                  |
| Yoast United        | Bemmel           | De Schaapskooi                | 650          | 2020         | –                  |
| ZZ Leiden           | Leiden           | Vijf Meihal                   | 2000         | 1958         | 4                  |
| Bélgica             |                  |                               |              |              |                    |
| Antwerp Giants      | Amberes          | Lotto Arena                   | 5218         | 1995         | 1                  |
| Circus Brussels     | Bruselas         | Piscine de Neder-Over-Hembeek | 1200         | 1957         | –                  |
| Kangoeroes Mechelen | Malinas          | Winketkaai                    | 1500         | 2009         | –                  |
| Kortrijk Spurs      | Kortrijk         | Sportcampus Lange Munte       | 2400         | 2019         | -                  |
| Leuven Bears        | Leuven           | Sportoase                     | 3400         | 1999         | –                  |
| Liège Basket        | Lieja            | Country Hall                  | 5000         | 1967         | –                  |
| Limburg United      | Hasselt          | Alverberg Sporthal            | 1730         | 2014         | –                  |
| Mons-Hainaut        | Mons             | Mons Arena                    | 4000         | 1959         | –                  |
| Okapi Aalst         | Aalst            | Okapi Forum                   | 2800         | 1949         | –                  |
| Oostende            | Ostende          | Sleuyter Arena                | 5000         | 1970         | 22                 |
| Spirou              | Charleroi        | Spiroudome                    | 6200         | 1989         | 10                 |

## Ronda nacional
Actualizado a 26 de febrero de 2024

### Países Bajos

#### Clasificación
| Pos. | Equipo            | PJ | G  | P  | GF   | GC   | DG   | Pts | Clasificación                  |
| ---- | ----------------- | -- | -- | -- | ---- | ---- | ---- | --- | ------------------------------ |
| 1    | Heroes Den Bosch  | 16 | 15 | 1  | 1323 | 1084 | +239 | 31  | Clasificados para Elite Gold   |
| 2    | ZZ Leiden         | 16 | 12 | 4  | 1255 | 1131 | +124 | 28  | Clasificados para Elite Gold   |
| 3    | Landstede Hammers | 16 | 11 | 5  | 1236 | 1082 | +154 | 27  | Clasificados para Elite Gold   |
| 4    | Donar             | 16 | 8  | 8  | 1133 | 1086 | +47  | 24  | Clasificados para Elite Gold   |
| 5    | BAL               | 16 | 8  | 8  | 1131 | 1148 | −17  | 24  | Clasificados para Elite Gold   |
| 6    | Feyenoord         | 16 | 6  | 10 | 1163 | 1285 | −122 | 22  | Clasificados para Elite Silver |
| 7    | LWD Basket        | 16 | 4  | 12 | 1210 | 1315 | −105 | 20  | Clasificados para Elite Silver |
| 8    | Den Helder Suns   | 16 | 4  | 12 | 1054 | 1259 | −205 | 20  | Clasificados para Elite Silver |
| 9    | Yoast United      | 16 | 4  | 12 | 1186 | 1301 | −115 | 20  | Clasificados para Elite Silver |

 Fuente: BNXT League

### Bélgica

#### Clasificación
| Pos. | Equipo              | PJ | G  | P  | PF   | PC   | DP   | Pts | Clasificación                  |
| ---- | ------------------- | -- | -- | -- | ---- | ---- | ---- | --- | ------------------------------ |
| 1    | Oostende            | 20 | 18 | 2  | 1600 | 1414 | +186 | 38  | Clasificados para Elite Gold   |
| 2    | Antwerp Giants      | 20 | 16 | 4  | 1655 | 1440 | +215 | 36  | Clasificados para Elite Gold   |
| 3    | Limburg United      | 20 | 14 | 6  | 1555 | 1440 | +115 | 34  | Clasificados para Elite Gold   |
| 4    | Liège Basket        | 20 | 12 | 8  | 1572 | 1567 | +5   | 32  | Clasificados para Elite Gold   |
| 5    | Spirou              | 20 | 11 | 9  | 1474 | 1504 | −30  | 31  | Clasificados para Elite Gold   |
| 6    | Brussels Basketball | 20 | 10 | 10 | 1562 | 1535 | +27  | 30  | Clasificados para Elite Silver |
| 7    | Kangoeroes Mechelen | 20 | 8  | 12 | 1506 | 1540 | −34  | 28  | Clasificados para Elite Silver |
| 8    | Kortrijk Spurs      | 20 | 8  | 12 | 1552 | 1623 | −71  | 28  | Clasificados para Elite Silver |
| 9    | Leuven Bears        | 20 | 5  | 15 | 1483 | 1632 | −149 | 25  | Clasificados para Elite Silver |
| 10   | Mons-Hainaut        | 20 | 5  | 15 | 1479 | 1632 | −153 | 25  | Clasificados para Elite Silver |
| 11   | Okapi Aalst         | 20 | 3  | 17 | 1516 | 1670 | −154 | 23  | Clasificados para Elite Silver |

 Fuente: BNXT League

## Fase internacional

### Elite Gold

#### Clasificación
| Pos. | Equipo            | PJ | G  | P | PF   | PC   | DP   | Pts | Clasificación                             |
| ---- | ----------------- | -- | -- | - | ---- | ---- | ---- | --- | ----------------------------------------- |
| 1    | BC Oostende       | 10 | 10 | 0 | 2522 | 2108 | +414 | 39  | Accede a Semifinales nacionales (BE)      |
| 2    | Heroes Den Bosch  | 10 | 5  | 5 | 2428 | 2156 | +272 | 34  | Accede a Semifinales nacionales (PB)      |
| 3    | Antwerp Giants    | 10 | 6  | 4 | 2479 | 2159 | +320 | 34  | Accede a Semifinales nacionales (BE)      |
| 4    | ZZ Leiden         | 10 | 5  | 5 | 2270 | 2172 | +98  | 33  | Accede a Semifinales nacionales (PB)      |
| 5    | Limburg United    | 10 | 6  | 4 | 2327 | 2182 | +145 | 33  | Accede a Cuartos de final nacionales (BE) |
| 6    | Spirou Charleroi  | 10 | 7  | 3 | 2217 | 2207 | +10  | 33  | Accede a Cuartos de final nacionales (BE) |
| 7    | Liège Basket      | 10 | 6  | 4 | 2426 | 2350 | +76  | 32  | Accede a Cuartos de final nacionales (BE) |
| 8    | Landstede Hammers | 10 | 1  | 9 | 2249 | 2164 | +85  | 28  | Accede a Cuartos de final nacionales (PB) |
| 9    | Donar             | 10 | 3  | 7 | 2182 | 2214 | −32  | 28  | Accede a Cuartos de final nacionales (PB) |
| 10   | BAL               | 10 | 1  | 9 | 2110 | 2324 | −214 | 26  | Accede a Cuartos de final nacionales (PB) |

 Fuente: BNXT League

### Elite Silver

#### Clasificación
| Pos. | Equipo              | PJ | G  | P  | PF   | PC   | DP   | Pts | Clasificación                             |
| ---- | ------------------- | -- | -- | -- | ---- | ---- | ---- | --- | ----------------------------------------- |
| 1    | Kangoeroes Mechelen | 12 | 10 | 2  | 2533 | 2446 | +87  | 36  | Accede a Cuartos de final nacionales (BE) |
| 2    | Mons-Hainaut        | 12 | 11 | 1  | 2533 | 2558 | −25  | 36  | Accede a Playoffs BNXT                    |
| 3    | Leuven Bears        | 12 | 10 | 2  | 2457 | 2452 | +5   | 35  | Accede a Playoffs BNXT                    |
| 4    | Brussels Basketball | 12 | 7  | 5  | 2529 | 2460 | +69  | 34  | Accede a Playoffs BNXT                    |
| 5    | Okapi Aalst         | 12 | 8  | 4  | 2486 | 2536 | −50  | 32  | Accede a Playoffs BNXT                    |
| 6    | Kortrijk Spurs      | 12 | 4  | 8  | 2573 | 2611 | −38  | 30  | Accede a Playoffs BNXT                    |
| 7    | LWD Basket          | 12 | 4  | 8  | 2464 | 2686 | −222 | 29  | Accede a Cuartos de final nacionales (PB) |
| 8    | Feyenoord           | 12 | 2  | 10 | 2390 | 2658 | −268 | 28  | Accede a Playoffs BNXT                    |
| 9    | Yoast United        | 12 | 3  | 9  | 2313 | 2585 | −272 | 28  | Accede a Playoffs BNXT                    |
| 10   | Den Helder Suns     | 12 | 1  | 11 | 2131 | 2590 | −459 | 26  | Accede a Playoffs BNXT                    |

 Fuente: BNXT League

## Playoffs

### Bélgica
|  | Cuartos de final | Cuartos de final    | Cuartos de final |                |   | Semifinales    | Semifinales | Semifinales |  |   | Finales     | Finales | Finales |  |
|  |                  |                     |                  |                |   |                |             |             |  |   |             |         |         |  |
|  |                  |                     |                  |                |   |                |             |             |  |   |             |         |         |  |
|  | 1                | BC Oostende         | 2                |                |   |                |             |             |  |   |             |         |         |  |
|  | 1                | BC Oostende         | 2                |                |   |                |             |             |  |   |             |         |         |  |
|  | 8                | Leuven Bears        | 0                |                |   |                |             |             |  |   |             |         |         |  |
|  | 8                | Leuven Bears        | 0                |                | 1 | BC Oostende    | 3           |             |  |   |             |         |         |  |
|  |                  |                     |                  |                | 1 | BC Oostende    | 3           |             |  |   |             |         |         |  |
|  |                  |                     | 5                | Liège Basket   | 1 |                |             |             |  |   |             |         |         |  |
|  | 4                | Spirou Charleroi    | 5                | Liège Basket   | 1 | 0              |             |             |  |   |             |         |         |  |
|  | 4                | Spirou Charleroi    |                  |                |   |                |             |             |  |   |             |         |         |  |
|  | 5                | Liège Basket        | 2                |                |   |                |             |             |  |   |             |         |         |  |
|  | 5                | Liège Basket        | 2                |                |   |                |             |             |  | 1 | BC Oostende | 3       |         |  |
|  |                  |                     |                  |                |   |                |             |             |  | 1 | BC Oostende | 3       |         |  |
|  |                  |                     | 2                | Antwerp Giants | 1 |                |             |             |  |   |             |         |         |  |
|  | 2                | Antwerp Giants      | 2                | Antwerp Giants | 1 | 2              |             |             |  |   |             |         |         |  |
|  | 2                | Antwerp Giants      |                  |                |   |                |             |             |  |   |             |         |         |  |
|  | 7                | Mons-Hainaut        | 0                |                |   |                |             |             |  |   |             |         |         |  |
|  | 7                | Mons-Hainaut        | 0                |                | 3 | Limburg United | 2           |             |  |   |             |         |         |  |
|  |                  |                     |                  |                | 3 | Limburg United | 2           |             |  |   |             |         |         |  |
|  |                  |                     | 2                | Antwerp Giants | 3 |                |             |             |  |   |             |         |         |  |
|  | 3                | Limburg United      | 2                | Antwerp Giants | 3 | 2              |             |             |  |   |             |         |         |  |
|  | 3                | Limburg United      |                  |                |   |                |             |             |  |   |             |         |         |  |
|  | 6                | Kangoeroes Mechelen | 1                |                |   |                |             |             |  |   |             |         |         |  |
|  | 6                | Kangoeroes Mechelen | 1                |                |   |                |             |             |  |   |             |         |         |  |
|  |                  |                     |                  |                |   |                |             |             |  |   |             |         |         |  |

### Países Bajos
|  | Cuartos de final | Cuartos de final  | Cuartos de final |           |   | Semifinales       | Semifinales | Semifinales |  |   | Finales          | Finales | Finales |  |
|  |                  |                   |                  |           |   |                   |             |             |  |   |                  |         |         |  |
|  |                  |                   |                  |           |   |                   |             |             |  |   |                  |         |         |  |
|  | 1                | Heroes Den Bosch  | 2                |           |   |                   |             |             |  |   |                  |         |         |  |
|  | 1                | Heroes Den Bosch  | 2                |           |   |                   |             |             |  |   |                  |         |         |  |
|  | 8                | Yoast United      | 0                |           |   |                   |             |             |  |   |                  |         |         |  |
|  | 8                | Yoast United      | 0                |           | 1 | Heroes Den Bosch  | 3           |             |  |   |                  |         |         |  |
|  |                  |                   |                  |           | 1 | Heroes Den Bosch  | 3           |             |  |   |                  |         |         |  |
|  |                  |                   | 4                | Donar     | 2 |                   |             |             |  |   |                  |         |         |  |
|  | 4                | Donar             | 4                | Donar     | 2 | 2                 |             |             |  |   |                  |         |         |  |
|  | 4                | Donar             |                  |           |   |                   |             |             |  |   |                  |         |         |  |
|  | 5                | BAL               | 1                |           |   |                   |             |             |  |   |                  |         |         |  |
|  | 5                | BAL               | 1                |           |   |                   |             |             |  | 1 | Heroes Den Bosch | 1       |         |  |
|  |                  |                   |                  |           |   |                   |             |             |  | 1 | Heroes Den Bosch | 1       |         |  |
|  |                  |                   | 2                | ZZ Leiden | 3 |                   |             |             |  |   |                  |         |         |  |
|  | 2                | ZZ Leiden         | 2                | ZZ Leiden | 3 | 2                 |             |             |  |   |                  |         |         |  |
|  | 2                | ZZ Leiden         |                  |           |   |                   |             |             |  |   |                  |         |         |  |
|  | 7                | Feyenoord         | 0                |           |   |                   |             |             |  |   |                  |         |         |  |
|  | 7                | Feyenoord         | 0                |           | 3 | Landstede Hammers | 0           |             |  |   |                  |         |         |  |
|  |                  |                   |                  |           | 3 | Landstede Hammers | 0           |             |  |   |                  |         |         |  |
|  |                  |                   | 2                | ZZ Leiden | 3 |                   |             |             |  |   |                  |         |         |  |
|  | 3                | Landstede Hammers | 2                | ZZ Leiden | 3 | 2                 |             |             |  |   |                  |         |         |  |
|  | 3                | Landstede Hammers |                  |           |   |                   |             |             |  |   |                  |         |         |  |
|  | 6                | LWD Basket        | 0                |           |   |                   |             |             |  |   |                  |         |         |  |
|  | 6                | LWD Basket        | 0                |           |   |                   |             |             |  |   |                  |         |         |  |
|  |                  |                   |                  |           |   |                   |             |             |  |   |                  |         |         |  |

### Finales de la BNXT
La final de la Liga BNXT la juegan el ganador de los play-offs nacionales belgas y holandeses. La final se jugará al mejor de tres.
|  | Final                       |                          |    |    |  |  |
|  |                             |                          |    |    |  |  |
|  | Bandera de Bélgica          | BC Oostende              | 85 | 79 |  |  |
|  | Bandera de Bélgica          | BC Oostende              | 85 | 79 |  |  |
|  | Bandera de los Países Bajos | Zorg en Zekerheid Leiden | 58 | 76 |  |  |
|  | Bandera de los Países Bajos | Zorg en Zekerheid Leiden | 58 | 76 |  |  |

Final (mejor de tres)
| Equipo      | Resultado | Equipo                   | Partido 1 | Partido 2 | Partido 3 |
| ----------- | --------- | ------------------------ | --------- | --------- | --------- |
| BC Oostende | 2–0       | Zorg en Zekerheid Leiden | 85–58     | 79-66     | -         |